# Glycyphana pulcherrima
Glycyphana pulcherrima är en skalbaggsart som beskrevs av Mohnike 1873. Glycyphana pulcherrima ingår i släktet Glycyphana och familjen Cetoniidae. Inga underarter finns listade i Catalogue of Life.